# Le Portail
Pour les articles homonymes, voir Portail (homonymie).
Le Portail est un récit de François Bizot publié en 2000 aux éditions de la Table ronde. Il a reçu le prix des Deux Magots l'année suivante.

## Résumé
Le livre est un récit autobiographique de l'auteur, un archéologue membre de l'École française d'Extrême-Orient. Bizot relate, en deux parties distinctes, les événements qu'il a vécus avec les Khmers rouges. Dans la première partie, il narre sa capture par la guérilla khmère rouge au début des années 1970, et sa captivité de trois mois au cours de laquelle il est interrogé par Kang Kek Ieu, plus connu sous le nom de « Duch » ou « Douch ». 
Dans la seconde partie, il décrit la prise de Phnom Penh par les Khmers rouges en 1975 et les derniers jours de présence des étrangers dans la ville, regroupés dans l'enceinte de l'ambassade de France avant d'être expulsés vers la Thaïlande,. Du fait de sa maîtrise de la langue khmère et du rôle que cela lui conféra, l'auteur eut une position de témoin privilégié.

## Adaptation cinématographique
L'œuvre est adaptée au cinéma en 2014 dans le film Le Temps des aveux réalisé par Régis Wargnier avec Raphaël Personnaz (Bizot), Phoeung Komphea, Olivier Gourmet et Thanet Thorn dans les rôles principaux,.

## Éditions
- Le Portail, préface de John Le Carré, éditions de la Table ronde, 2000, 397 p.  (ISBN 2-7028-6131-8), rééd. Gallimard, coll. « Folio », 2002, 439 p.  (ISBN 978-2-070-41765-0)
- Le Portail, éditions Versilio, 2014  (ISBN 2-361-32103-3).